# Ikom
Ikom è una città della Repubblica Federale della Nigeria appartenente allo Stato di Cross River. È il capoluogo dell'omonima area a governo locale (local government area) che si estende su una superficie di 1962 km² e conta una popolazione di 162.383 abitanti.